# Vic Chesnutt

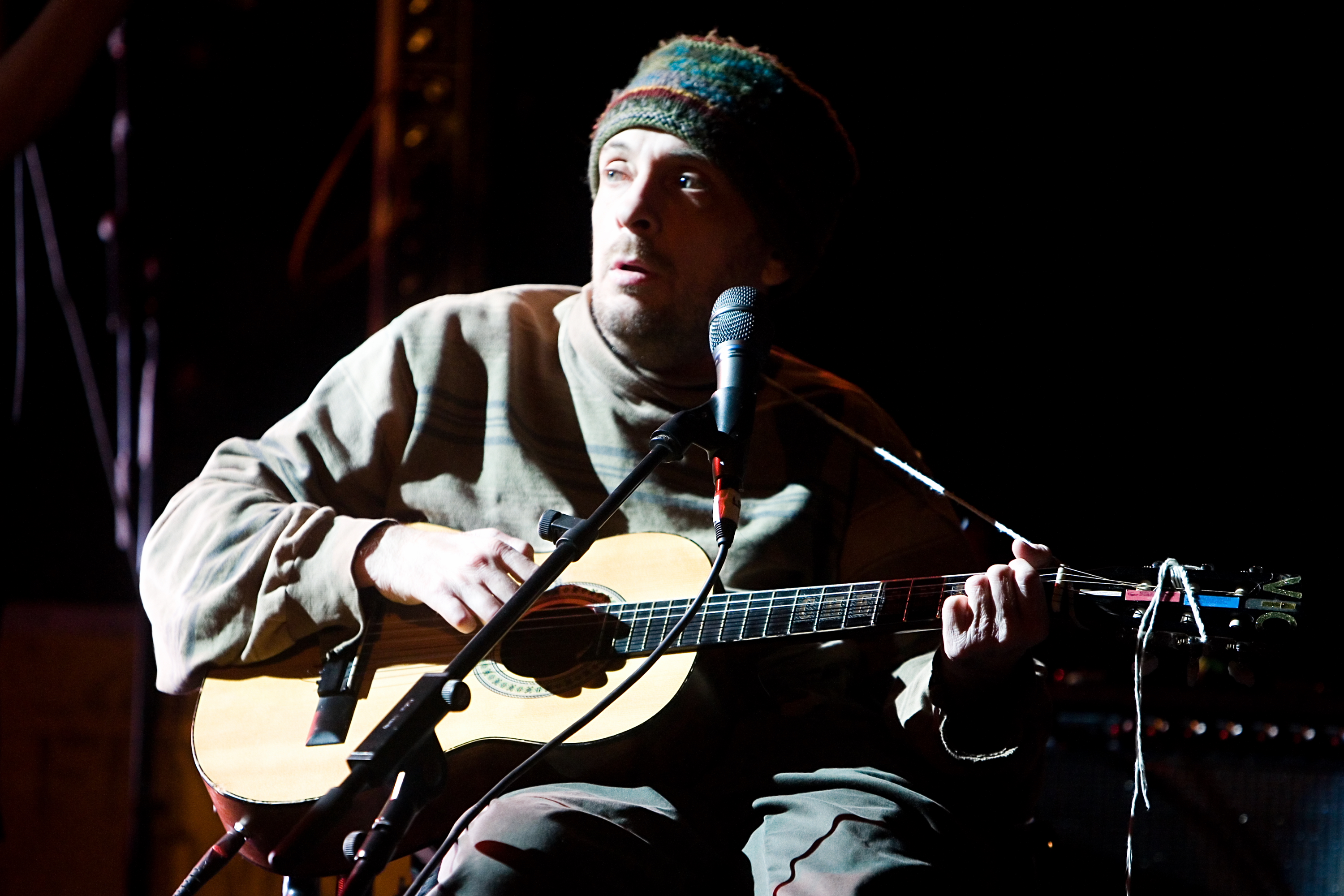
Vic Chesnutt, Februar 2008

Vic Chesnutt (* 12. November 1964 in Jacksonville, Florida; † 25. Dezember 2009 in Athens, Georgia) war ein US-amerikanischer Sänger und Songwriter.

## Leben
Chesnutt wuchs als Adoptivkind in Zebulon, Georgia auf. Im Alter von fünf Jahren schrieb er seine ersten Songs. Seit einem Verkehrsunfall 1983, bei dem Chesnutt in betrunkenem Zustand von der Straße abkam, war seine untere Körperhälfte gelähmt. Er konnte nur mit Hilfe gehen und war daher überwiegend auf einen Rollstuhl angewiesen.
Nachdem er sich von seinem Unfall erholt hatte, zog er nach Athens, Georgia. Er fühlte sich in der kleinstädtischen Redneck-Atmosphäre von Zebulon nicht mehr wohl, und im großstädtischen Athens konnte er seinen liberalen, atheistischen Lebensstil als Bohemien besser ausleben. Er trat der dortigen Band The La Di Das bei, bevor er begann, regelmäßig solo im 40 Watt Club aufzutreten, wo er von Michael Stipe von R.E.M. entdeckt wurde. Stipe ermutigte ihn, sein erstes Album, das karge Little (1990), aufzunehmen, das auf dem Independent-Label Texas Hotel erschien.
Im Jahr 1991 erschien dort West Of Rome, 1993 Drunk, das, wie sein Name suggeriert, im Wesentlichen in betrunkenem Zustand aufgenommen worden ist. Chesnutt galt zu jener Zeit als Konsument von Alkohol und anderen Drogen in erheblichem Ausmaß. Chesnutt unterstützte die Legalisierung von Marihuana als Medikament und trug mit dem Song Weed To The Rescue zu der Compilation Hempilation II (1998) bei, deren Erlös einer US-amerikanischen Organisation zur Legalisierung von Haschisch zugutekommt. Chesnutts eigener Drogenkonsum schien in den letzten Jahren erheblich abgenommen zu haben.
Im Jahr 1992 sendete Public Broadcasting Service eine Dokumentation über Vic Chesnutt. 1996 hatte Chesnutt einen kurzen Gastauftritt in Billy Bob Thorntons Film Sling Blade – Auf Messers Schneide.
Is The Actor Happy? erschien als letztes Album auf Texas Hotel (1995). Die kommenden Jahre waren von einem häufigen Wechsel der Plattenlabels geprägt. Ebenfalls 1995 erschien bei Trocadero Nine High A Pallet, eine Zusammenarbeit mit Widespread Panic unter dem Bandnamen Brute. About To Choke (1996) blieb sein einziges Album bei einem Major-Label, Capitol Records, wurde in Europa aber von Rough Trade Records vertrieben.
Im Jahr 1996 veröffentlichte Columbia Records Sweet Relief II: Gravity Of The Situation, ein Tribut- und Benefiz-Album mit Coverversionen von Vic-Chesnutt-Songs, gespielt von prominenten Interpreten wie Garbage, R.E.M., Soul Asylum, Smashing Pumpkins, Madonna, Kristin Hersh und den Indigo Girls. Sweet Relief ist eine Organisation, die bedürftige – insbesondere nicht ausreichend krankenversicherte – Musiker unterstützt.
Im Jahr 1998 erschien bei Rough Trade Records The Salesman And Bernadette, das gemeinsam mit der Alternative-Country-Band Lambchop eingespielt wurde. 2000 veröffentlichte Chesnutt Merriment auf Backburner Records, eine Zusammenarbeit mit Kelly und Nikki Keneipp. Left To His Own Devices erschien 2001 bei SpinART Records. 2002 folgte eine erneute Veröffentlichung von Brute und Co-Balt auf Widespread Records.
Seit 2003 erschienen die Alben bei New West Records, die in Europa von Blue Rose vertrieben werden. New West Records veröffentlicht auch die frühen Alben in Neuauflage mit Bonustracks und ausführlicherem Booklet. Neuerscheinungen sind 2003 Silver Lake und 2005 Ghetto Bells, auf dem der Gitarrist Bill Frisell mitspielt. Chesnutts Frau, Tina Chesnutt, spielt auf vielen seiner Platten E-Bass.
Chesnutt trat regelmäßig in Deutschland auf, zum Beispiel spielte er als Support der Band Lambchop. Auf dem Soundtrack zu dem Film Crazy (2000) befindet sich Yesterday, Tomorrow and Today, eine Bearbeitung des Songs Guilty By Association vom Album Is The Actor Happy? (1995). Im Sommer 2004 konnte man ihn zusammen mit Rickie Lee Jones und Bill Frisell bei der Ruhrtriennale in der Reihe Century of Song erleben.
Auf dem Ende 2006 erschienenen Album Do It Again: A Tribute To Pet Sounds, auf dem Indie-Künstler das klassische Beach-Boys-Album neu interpretieren, ist er mit einem Beitrag vertreten. Von ihm stammt der Soundtrack des Films Mitte Ende August von Sebastian Schipper, der im Sommer 2009 veröffentlicht wurde. Anfang 2009 nahm er gemeinsam mit Sparklehorse Mark Linkous und DJ Danger Mouse den Song Grim Augury für das Album Dark Night of the Soul auf, das allerdings erst im Juli 2010 erschien – vier Monate nach dem Suizid Mark Linkous’, sieben Monate nach dem Tod Vic Chesnutts. Beide waren eng befreundet.
Am Morgen des 25. Dezember 2009 berichteten verschiedene Online-Medien, dass Chesnutt infolge eines Suizidversuchs zunächst ins Koma gefallen und kurze Zeit später verstorben sei. Kurz darauf bestätigte Chesnutts Plattenfirma Constellation Records, dass der Sänger im Koma liege und sein Zustand kritisch sei. Nur wenige Stunden später wurde der Tod Chesnutts bekanntgegeben, als Grund wurde eine Überdosis eines Muskelrelaxans angegeben.
Die kanadische Band Cowboy Junkies veröffentlichte zwei Jahre nach seinem Tod in ihrer The Nomad Series das Album Demons, das ausschließlich Coverversionen als Tribut an Chesnutt enthält, der zuvor öfter mit der Band kollaboriert hatte; zuletzt auf deren Neuauflage ihrer legendären The Trinity Sessions, bei dem unter anderem auch Ryan Adams mitwirkte.

## Stil
Die Songs von Vic Chesnutt handeln oft von Depressionen, allerdings meist aus einer humorvollen und eher abwehrenden Perspektive. Seine Texte sind oft verschroben bis surreal, was seinem Interesse für die verschiedensten Formen der Dichtung geschuldet ist. Er war erklärter Anhänger der britischen Poetin Stevie Smith und hat zwei ihrer Gedichte vertont, darunter das bekannte Not Waving But Drowning.
Viele der Songs von Vic Chesnutt sind autobiografisch, andere haben einen rein fiktionalen Hintergrund, was schon manchen Rezensenten dazu verleitete, erfundene Geschichten Chesnutts Lebensgeschichte hinzuzufügen. Bei seinen Auftritten saß Vic Chesnutt im Rollstuhl. Er kokettierte nicht mit seiner Behinderung, sondern kommentierte sie in der Regel nur beiläufig und eher zynisch.
Chesnutt hatte einen deutlichen Südstaaten-Akzent, auch verwendete er gerne regionale Ausdrucksweisen in seinen Texten. Seine eigene Phrasierung, in der oft einzelne Silben ungewöhnlich langgezogen werden, machten ihn unverwechselbar.
In seiner Musik sind die Einflüsse von Folk-Rock-Größen wie Neil Young oder Bob Dylan unverkennbar. Auch lassen sich starke Country- und Punk-Einflüsse ausmachen.

## Diskografie

### Solo
- Little (1990)
- West of Rome (1991)
- Drunk (1993)
- Is the Actor Happy? (1995)
- About to Choke (1996)
- The Salesman and Bernadette (1998)
- Merriment (2000)
- Left to His Own Devices (2001)
- Silver Lake (2003)
- Ghetto Bells (2005)
- Extra Credit EP (2005)
- North Star Deserter (2007)
- Mitte Ende August OST (2009)
- At the Cut (2009)
- Skitter on Take-Off (2009)

### Mit Widespread Panic unter dem Namen Brute
- Nine High a Pallet (1995)
- Co-Balt (2002)

### Mit Elf Power und Amorphous Strums
- Dark Developments (2008)

### Film
- Speedracer – Welcome to the World of Vic Chesnutt (2003)